# Herluf Trolle
Herluf Trolle (Kristianstad, 14 gennaio 1516 – Copenaghen, 25 giugno 1565) è stato un ammiraglio danese.
Nel 1564 sconfisse Jakob Bagge nel mar Baltico, ma nel 1565 Trolle fu gravemente ferito durante uno scontro con gli Svedesi. Trasportato in patria, morì il 25 giugno di quell'anno.